# Пострибское восстание
Пострибское восстание (алб. Kryengritja e Postribës), также Пострибское движение (алб. Levizja e Postribës) — антикоммунистическое вооружённое восстание в Албании 9 сентября 1946 года. Название происходит от общины Постриба округа Шкодер. Движение выступало под национал-демократическими лозунгами против диктатуры КПА в НРА. Участвовали республиканские националисты Балли Комбетар, роялисты, традиционные клановые авторитеты и их сторонники. Было подавлено правительственными силами Сигурими. Явилось одним из первых антикоммунистических выступлений в послевоенной Восточной Европе.

## Историко-политический контекст
В ноябре 1944, ещё до окончания Второй мировой войны, к власти в Албании пришла Коммунистическая партия (КПА) во главе с Энвером Ходжей. Правительство КПА жёстко проводило просоветскую сталинистскую политику. В НРА установилась монопольная партийная власть, экономика подвергалась огосударствлению, ликвидировались традиционные общественные структуры, насаждался культ Ходжи. Видную роль в системе власти играли эмиссары Компартии Югославии, которая в то время была ближайшим союзником КПА.
Развернулись массовые репрессии Сигурими против политических противников и «враждебных классов». Специальный суд в 1945 вынес ряд смертных приговоров. Особые Бригады преследования совершали бессудные убийства. Наиболее интенсивный террор проводился в горных местностях севера Албании под руководством Мехмета Шеху.
Сопротивление новому режиму оказывали республиканские националисты Балли Комбетар, роялисты движения Легалитети, кланово-племенные общности. Активная вооружённая борьба велась на севере страны. Уже в январе 1945 года повстанцы Балли Комбетар под командованием националистического активиста Абаса Эрменьи сделали попытку захватить Шкодер и создать на севере повстанческое правительство. Практически одновременно произошло крупное Восстание Коплику в Малесии-э-Мади под командованием бывшего офицера королевской армии Леша Мараши. Крупные правительственные силы были задействованы против Кельмендского восстания во главе с Преком Цали в горах Проклетие. В Мирдите активно сопротивлялся Горный комитет клана Маркагьони.
К началу 1946 открытое сопротивление было подавлено властями. Абас Эрменьи эмигрировал, Леш Мараши и Прек Цали захвачены в плен и казнены. Однако антикоммунистическое подполье в Албании сохранялось. Его социальной базой являлись традиционные общины и кланы — прежде всего в горных районах севера страны, особенно области Шкодер. Организаторами выступали баллисты, сторонники Ахмета Зогу (на антикоммунизме республиканцы сходились с роялистами), члены Албанской фашистской партии, традиционные клановые авторитеты. Их поддерживала часть крестьянства, средних и низовых слоёв городского населения.

## Антикоммунистическая Постриба
Один из центров антикоммунистического сопротивления сложился в общине Постриба — около десятка деревень в нескольких километрах от Шкодера. Эта местность известна стойкой национал-патриотической и повстанческой традицией. Пострибские ополченцы участвовали в боях за Шкодер в 1914, в войне за Влёру 1920, сопротивлялись итальянской и немецкой оккупации.

### Актив
Руководителями Пострибского движения стали традиционный клановый авторитет Осман Хаджия и экономист Юп Казази. Во время итальянской оккупации Казази одно время был генеральным секретарём фашистской партии, затем порвал с итальянцами, связался с британской военной миссией и участвовал в вооружённой борьбе с оккупантами. Состоял в Балли Комбетар, в начале 1945 года был активным участником вооружённых выступлений Абаса Эрменьи, поддерживал Леша Мараши.
Политические связи с движением поддерживали известные политики демократических взглядов — например, юрист Риза Дани, один из лидеров Депутатской группы (республиканец, сторонник Фана Ноли, активист антифашистского сопротивления, он считался идеологом восстания, хотя не принимал в нём участия) и публицист Музафер Пипа. Эти деятели вели пропаганды в среде шкодерской интеллигенции. Другие вожаки — Паулин Пали, Абас Сулеймани, Петер Пали, Гьелош Вата, Мустафа Якупи, Петер Лули, Касем Рагиби, Якуп Дани, Юмер Земели, Амин Хюсени, Элез Дани, Элез Бази, Сахит Дули, Расим Гьюрези, Абдула Зейти, Дервиш Нузи, Рам Фари, Селим Рачи, Зюбер Цафи, Мухо Фетахи, Исмаил Даки, Али Брахими, Метуш Халили, Идриз Тахири и другие — принадлежали в основном к слою сельских авторитетов.
Это были люди различных политических биографий, взглядов и позиций. Но всех их объединяла непримиримая враждебность к коммунистическому режиму. Все они обладали авторитетом среди крестьян, мелких торговцев, ремесленников и отчасти маргинальных слоёв севера Албании. Общая численность повстанческого формирования Пострибы составляла 150—200 человек — в основном крестьяне-националисты мусульманского или католического вероисповедания.

### Идеи
Идеология и политическая программа Пострибского движения в целом выдерживались в национал-демократическом духе. Отличительными чертами были яростный антикоммунизм, уклон в сторону «военной демократии горских традиций» и национализм, жёстко заострённый в отношении Югославии — режим Ходжи воспринимался как «сербско-коммунистический» или «славянско-коммунистический».

Постриба восстала в ответ на коммунистический террор, проводимый Мехметом Шеху.

### План
План выступления был разработан в июле 1946 года. Осман Хаджия провёл совещания командиров нескольких антикоммунистических групп. Было решено атаковать Шкодер и захватить армейские казармы со складом оружия, тюрьму с политическими заключёнными и управление МВД. Дальнейший расчёт строился на массовой поддержке и на помощи британцев (которая должна была уравновесить югославскую и советскую поддержку властей).
По оценкам историков, план был совершенно не проработан, силы восстания несопоставимы с правительственными. Небольшая численность, слабая вооружённость не оставляли повстанцам никаких шансов. Многое в принятом решении определялось авантюрностью, отчаянием и традиционным пониманием долга.

У нас есть ножи! Ничего сложного! Иного пути нет — они задели нашу честь и религию!

Осман Хаджия

7 сентября 1946 года состоялось последнее оперативное совещание под председательством Османа Хаджии. Восстание было назначено на 9 сентября — раньше первоначальных сроков. Причина ускорения заключалась в том, что по ряду признаков план стал известен Сигурими, в Шкодере началась концентрация правительственных сил, переброшенных с юга из Гирокастры.

## Бой и подавление
В ночь на 9 сентября 1946 три повстанческих колонны выдвинулись из разных деревень Пострибы в направлении Шкодера. Главной колонной — 70 — 80 бойцов — командовал Осман Хаджия, двумя другими — 25 — 40 бойцов каждая — Петер Пали, Гьелош Вата, Мустафа Якупи и Петер Лули. Несколько часов спустя они ворвались в городскую черту и завязали бои с правительственными силами. Одновременно повстанцам удалось временно заблокировать стратегически важную автодорогу Лежа—Шкодер.
Самое ожесточённое столкновение происходило в направлении шкодерской тюрьмы. Правительственные войска под командованием шкодерского коменданта Мусы Даци перекрыли подходы тяжёлой техникой и применили артиллерию. Погибли несколько повстанческих командиров. Быстро сказалось преимущество правительственной стороны в организованности, численности и вооружении. Прорваться к намеченным объектам не удалось.
Известие о восстании застало Энвера Ходжу в Париже. Он отдал категорическое распоряжение министру внутренних дел Кочи Дзодзе немедленно восстановить порядок. Из Тираны в Шкодер срочно прибыл майор Сигурими Зои Темели, курировавший госбезопасность северных регионов и уже имевший соответствующий опыт.
Под командованием Темели войска госбезопасности нанесли сильный контрудар, выбили повстанцев из Шкодера и приступили к зачистке Пострибы. Столкновения происходили ещё несколько дней. Сигурими вела особо интенсивный розыск Юпа Казази.
В бою 9 сентября погибли 65 человек, 18 пленных — по другим данным, 12 или 19 — были расстреляны без суда. В деревнях Пострибы каратели разрушили 30 домов. Арестованные, в том числе женщины, подвергались жестоким пыткам.
В отчётах Сигурими участники Пострибского восстания характеризовались как «фашисты, кулаки, торговцы и бывшие офицеры Зогу». Среди повстанцев действительно встречались лица, принадлежащие к указанным категориям — равно как и недавние участники антифашистского и антинацистского Сопротивления. Однако большинство были простыми крестьянами. Типичная характеристика повстанцев в современной Албании — «храбрые оборванцы».

## Суд и судьбы
Судебный процесс над участниками Пострибского восстания проходил в Шкодере с мая 1947 по январь 1948. Девять человек, в том числе Осман Хаджия и католический священник Гьергь Волай, были приговорены к смертной казни, четверо — к пожизненному заключению, пятеро — к тюремным срокам в 15 и 20 лет.
Юп Казази 17 сентября был обнаружен агентами Сигурими и застрелился, чтобы не попасть в плен. Четверо его братьев приговорены к смертной казни. Фотография мёртвого Казази в окружении правительственных солдат получила широкую публикацию.
Сын и дочь Юпа Казази — Хамза и Лири — примкнули к демократическому движению посткоммунистической Албании. Лири Казази — известный в стране врач, консультировала детей Энвера Ходжи, Мехмета Шеху, Адиля Чарчани.
Риза Дани был казнён по делу Депутатской группы. Музафер Пипа погиб в результате пыток на следствии.
Зои Темели был назначен начальником управления МВД Шкодера. Дослужился до генерала Сигурими. В 1966 был репрессирован за старые связи с Кочи Дзодзе, казнённым в ходе партийной чистки семнадцатью годами ранее.

## Память
Пострибское движение явилось одним из первых антикоммунистических выступлений в послевоенной Восточной Европе. Его память имеет важное значение в мировоззрении албанских антикоммунистов. Картину событий восстанавливали выдающиеся историки, в том числе Уран Бутка. Регулярно отмечаются юбилеи восстания, иногда с участием членов правительства. Демократическая партия Албании (ДП) считает повстанцев героями антитоталитарного сопротивления.
Мероприятия в связи с очередной годовщиной состоялись в сентябре 2018. Лидер ДП Лулзим Баша назвал Пострибское восстание и движение Прека Цали «бесценной войной за свободу».